# Муг, Роберт
Роберт Артур Муг (Моуг; англ. Robert A. Moog, Bob Moog /ˈmoʊɡ/; 23 мая 1934 — 21 августа 2005) — американский изобретатель, предприниматель, пионер электронной музыки, известен как создатель синтезатора Муга.

## Биография

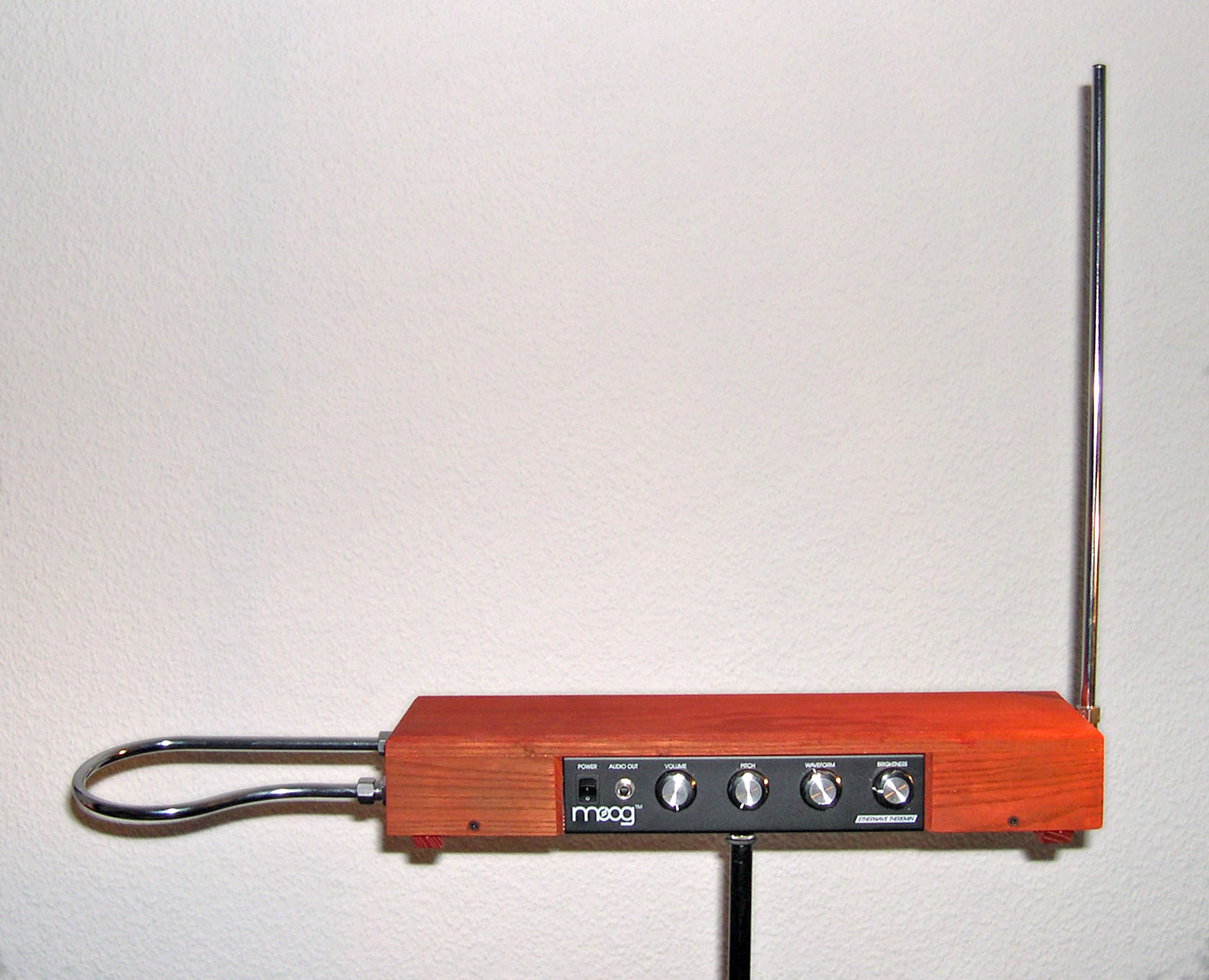
Терменвокс «Etherwave», спроектированный Робертом Мугом

Роберт Муг родился и вырос во Флашинге (Нью-Йорк). Его отец Джордж Конрад Моуг (1904—1992) был немецкого происхождения, мать Ширли Моуг (урождённая Джейкобс, 1906—1994) — из еврейской семьи из Польши.
В 1952 году окончил Среднюю школу естественных наук Бронкса с углублённым изучением технических и гуманитарных наук. В 1957 году окончил колледж при Нью-Йоркском городском университете со степенью бакалавра в области физики. В Колумбийском университете получил степень бакалавра в области электротехники. В Корнеллском университете получил степень доктора философии в области прикладной физики. Также Мугу присуждены почётные степени доктора наук Политехническим институтом Нью-Йоркского городского университета и колледжем Лайкоминг, Пенсильвания.
За свою жизнь Муг основал две компании по производству электронных музыкальных инструментов. В период с 1984 по 1988 год он работал в должности вице-президента компании Kurzweil Music Systems Рэймонда Курцвейла и помогал разрабатывать синтезатор Kurzweil К2000. С начала 1990-х годов работал в Университете Северной Каролины в Ашвилле на должности руководителя исследовательских работ в области музыки.
В 1970 году удостоен награды Грэмми (Grammy Trustees Award) от Национальной академии звукозаписи за вклад в развитие музыкальных технологий. В 2002 году получил «техническую» премию Грэмми (Technical Grammy Award) за создание синтезатора Minimoog и почётную докторскую степень от Музыкального колледжа Беркли.
В 2004 году вышел документальный фильм «Moog» о Роберте Муге.
Муг был дважды женат. Его первой женой была Ширли Муг (Shirleigh Moog) — учитель грамматики, с которой он сочетался браком в 1958 году. От этого брака у Муга три дочери и сын. Вторая жена Муга — Илеана Грэмс (Ileana Grams) — преподаватель философии. Они вступили в брак в 1996 году, за 9 лет до его смерти.
Мугу диагностировали глиобластому 28 апреля 2005 года. Муг скончался 21 августа 2005 года в возрасте 71 года в Ашвилле (Северная Каролина, США).

В 2006 году семья Роберта Муга основала фонд Bob Moog Foundation, целью которого является развитие электронной музыки.

## R.A. Moog Co. и Moog Music
В 1953 году, в возрасте 19-ти лет, Муг основал свою первую компанию «R. A. Moog Co», которая занималась продажей терменвоксов в виде конструктора «Сделай сам».
В 1960-х компания выпускала модульные синтезаторы, спроектированные Мугом.
В 1972-м году Муг сменил название компании на «Moog Music». В 1970-х «Moog Music» купила производственная компания «Norlin» (специализировалась на изготовлении музыкальных инструментов). Плохо отлаженная система управления и сбыта товара привела к тому, что Роберт Муг ушёл из компании.
В 1978 году Муг продолжил выпускать музыкальные инструменты, создав новую компанию «Big Briar». Сначала компания выпускала только терменвоксы под торговым названием Etherwave. К 1999 году компания расширилась и начала выпускать «Moogerfoogers» — аналоговые педали эффектов.
В 1999 году Муг заключил партнёрское соглашение с Bomb Factory — звукозаписывающей студией и производителем музыкальных плагинов. Совместно они разработали плагин цифровых эффектов для компании Pro Tools.
Несмотря на то, что в 1993 году «Moog Music» закрылась, Роберт Муг не имел прав на выпуск продукции под своим именем.
В 2002 году Big Briar получила право называться «Moog Music» после судебного разбирательства с Доном Мартином (Don Martin), который ранее купил права на «Moog Music». В этом же году компания выпустила новую версию «минимуга» — «Minimoog Voyager».

## Разработка синтезатора
Разрабатывать синтезатор Муг начал ещё в Принстон-центре Колумбийского университета (сейчас он называется Центр компьютерной музыки — Computer Music Center). Совместно с композитором Гербертом Дойчем (Herbert Deutsch) он разработал электронный генератор, управляемый напряжением; генератор ADSR-огибающей; и другие модули синтезатора.
В 1964 году состоялся съезд инженеров и учёных, работающих с профессиональной музыкальной аппаратурой, на который Муг привёз созданный им модульный, управляемый напряжением клавишный синтезатор. 28 октября 1969 года Муг получил патент на изобретённый им фильтр нижних частот. Позже Муг получил ещё более 20 патентов.